# Уршаты
Уршаты (Уршатый) — упразднённый населённый пункт в Заларинском районе Иркутской области, входивший в состав Моисеевского сельского поселения.

## География
Населённый пункт располагался на реке Оке между населёнными пунктами Ивановка и Окинские Сачки, ныне также исчезнувшими.

## Топонимика
Название Уршаты, возможно, происходит от бурятского уршаха — течь, протекать, плавать.

## История
На 1929 год существовали населённые пункты Уршатый 1-й и Уршатый 2-й, основанные в 1923 и 1916 годах соответственно. Согласно переписи населения СССР 1926 года в посёлке Уршатый 1-й насчитывалось 3 двора, 14 жителей (5 мужчин и 9 женщин), в посёлке Уршатый 2-й — 8 дворов, 49 жителей (20 мужчин и 29 женщин). В 1934 году в населённом пункте Уршаты был организован колхоз «Красный Октябрь». В скорости после этого появилась ферма КРС, также разводили лошадей, овец. Кроме того, в деревне было развито растениеводство: выращивали рожь, пшеницу, ячмень, коноплю, горох, лён и различные овощи. В это время деревня состояла примерно из 37 дворов, там функционировала начальная школа. В 1952-1953 годы населённый пункт пришёл в упадок и опустел, колхоз был передан в колхоз «17 Октябрь» (нас. пункт Ивановский)